# Hüburg

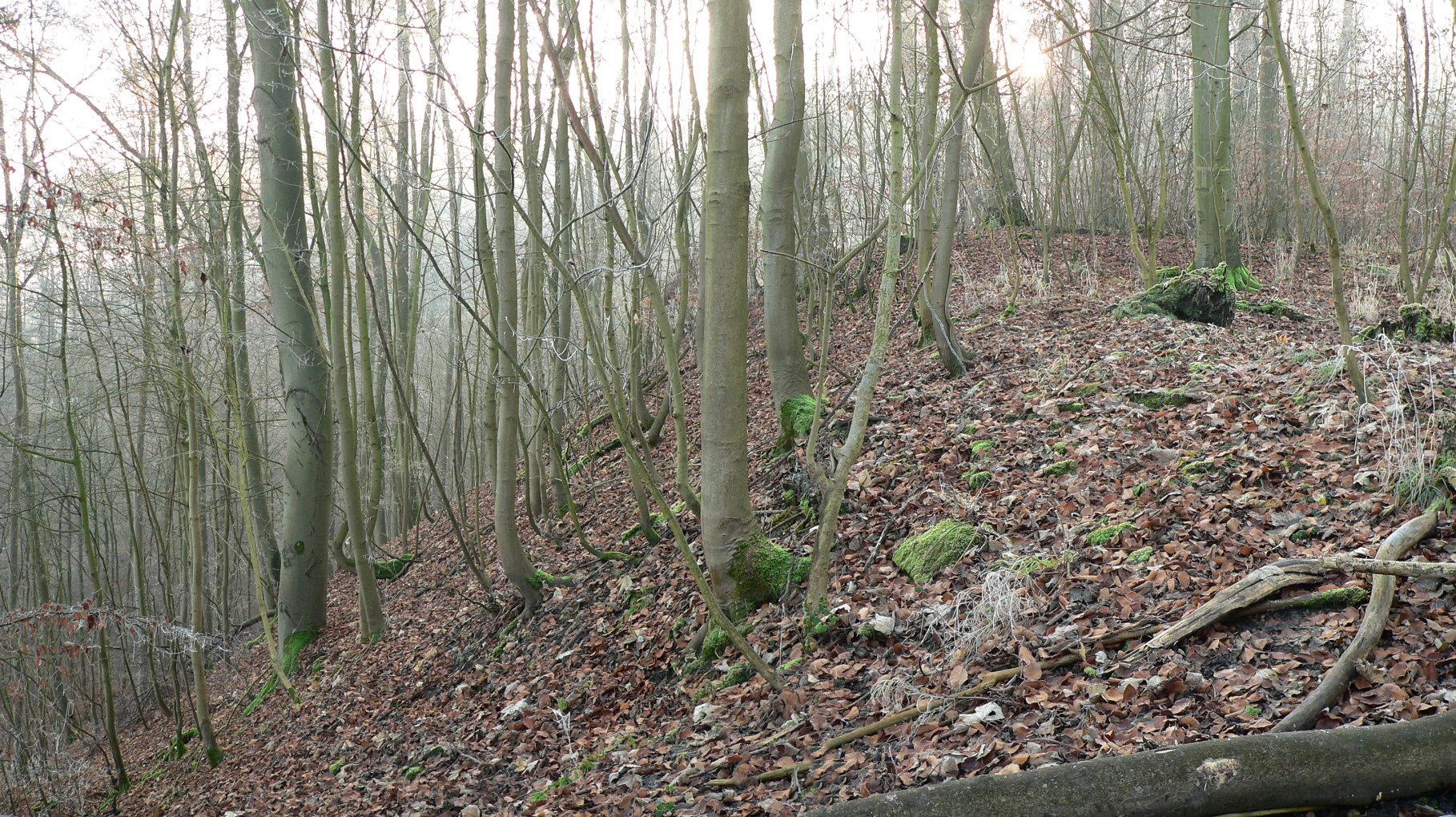
Das Burgplateau und der Steilhang auf der Ostseite

Die Hüburg ist eine abgegangene Burg zwischen Greene und Ippensen, heute beide Teil der Stadt Einbeck in Niedersachsen. Sie gilt als Vorläufer der 1308 errichteten Burg Greene.

## Lage
Die Befestigungsanlage auf Ippenser Gemarkung wurde auf einem nördlichen spornartigen Ausläufer des Knollenberges als Teil des Höhenzugs Hube auf einer Höhe von etwa 140 bis 165 m ü. NN errichtet und kann als eine Spornburg angesehen werden. Sie liegt bis zu 65 Meter oberhalb der östlich im Tal verlaufenden Leine. Die Burganlage nimmt einen Teil des Bergrückens ein und ist durch Steilhänge nach Norden, Osten und Westen auf natürliche Weise geschützt. Damit nutzt sie das fortifikatorisch günstige Gelände eines Bergausläufers, der sich in das Leinetal vorschiebt.

## Geschichte
Vermutet wird eine ottonische Burganlage. Otto II. schenkte 980 dem Stift Gandersheim den Bann Greene. Das setzt voraus, dass die Burg schon bestanden haben muss. 1039 bestätigte Heinrich III. dem Stift den Besitz des castrum greene. Weitere urkundliche Nachrichten liegen nicht vor. Funde aus den 1970er bis 1990er Jahren zeigen eine Besiedelung vom 10. bis ins 12. Jahrhundert, die aber archäologisch noch nicht abgesichert ist.
Es sind zwei Bauphasen erkennbar. Zuerst wurde die Erhebung durch zwei Wälle zur ungesicherten Seite nach Süden befestigt. Der innere Wall wurde beim Bau einer späteren, umlaufenden, nahezu rechteckigen Befestigung, in diese mit einbezogen.
Der Braunschweiger Stadtdirektor Wilhelm Bode fertigte 1824 einen Lageplan der Wehranlage an, auf dem er sie als Hühnenburg bezeichnete. Dies war eine frühere volkstümliche Bezeichnung für Wallanlagen unbekannter Zeitstellung, von der sich der heutige Name Hüburg ableitet.

## Beschreibung
Die heute unter Laubwald stehende Hüburg hatte Ausmaße von 190 Meter Länge und 60 bis 80 Meter Breite. Sie war damit etwa 1,2 Hektar groß. Sie ist in einen größeren, fast quadratischen Nordbereich von 80 × 80 Meter und einen schmaleren Südbereich von 60 × 80 Meter gegliedert.
Die Befestigungsanlage ist in zwei Bauphasen errichtet worden. In der ersten Phase ist der Bergsporn durch zwei Abschnittswälle mit vorgelagerten Gräben abgeriegelt worden. In der zweiten Phase ist der Innere der beiden Wälle zum Teil einer den ganzen Bergsporn umschließenden Befestigung geworden. Zur Datierung der beiden Phasen lassen sich beim gegenwärtigen Forschungsstand keine Aussagen treffen.
Baureste bestehen an der Geländekante auf der Ostseite durch ein 190 Meter langes Mauerfundament aus vermörteltem Buntsandstein. Die Kantenmauer bestand vermutlich aus zweischaligem Mauerwerk. Die Nordseite ist durch einen flachen und bis zu sieben Meter breiten Wall aus Steinen gesichert. Der Aufbau der Westseite kann aufgrund von Erosion und einer künstlichen Geländeüberprägung nicht sicher rekonstruiert werden. Sie war wahrscheinlich ebenfalls durch eine Mauer gesichert.
Die flache Südseite ist durch zwei Abschnittsriegel mit Graben und Wall abgesichert. Der äußere Wall hat eine Länge von 80 Meter und ist bei einer Breite von 12 bis 14 Metern 1,5 Meter hoch. Nach außen ist ein 10 Meter breiter und 1,5 Meter tiefer Graben vorgelagert. Der Wall hat einen neuzeitlichen Wegedurchbruch. Der innere Wall ist 120 Meter lang und verläuft ein Stück auf dem Hang. Der Wall ist 15 Meter breit und drei Meter hoch. Auf ihm finden sich Fundamentreste einer Wehrmauer. Der Höhenunterschied zwischen dem inneren Wall und der Grabensohle beträgt heute fünf Meter und könnte früher bei einer vorhandenen Wehrmauer bis zu 10 Meter betragen haben. Der Walldurchbruch für einen Waldweg ist neuzeitlich.
Im Innenraum zeichnet sich durch eine Bodenerhöhung ein Gebäude von 25 Meter Länge und 14 Meter Breite ab. Außerdem gibt es Reste von einem 15 × 10 Meter großen Gebäude. Auf weitere Baustrukturen deuten sechs trichterförmige Gruben mit einem Durchmesser von 10 Metern und eine künstliche Geländeerhöhung hin. Bei einer den Innenraum durchquerenden, wallartigen Bodenerhöhung von 10 Meter Breite könnte es sich um einen älteren Abschnittswall handeln.
Ein eingezogenes Tor mit überlappenden Enden befand sich auf der Westseite. Das Tor hatte eine drei bis fünf Meter breite und bis zu 10 Meter lange Torgasse.

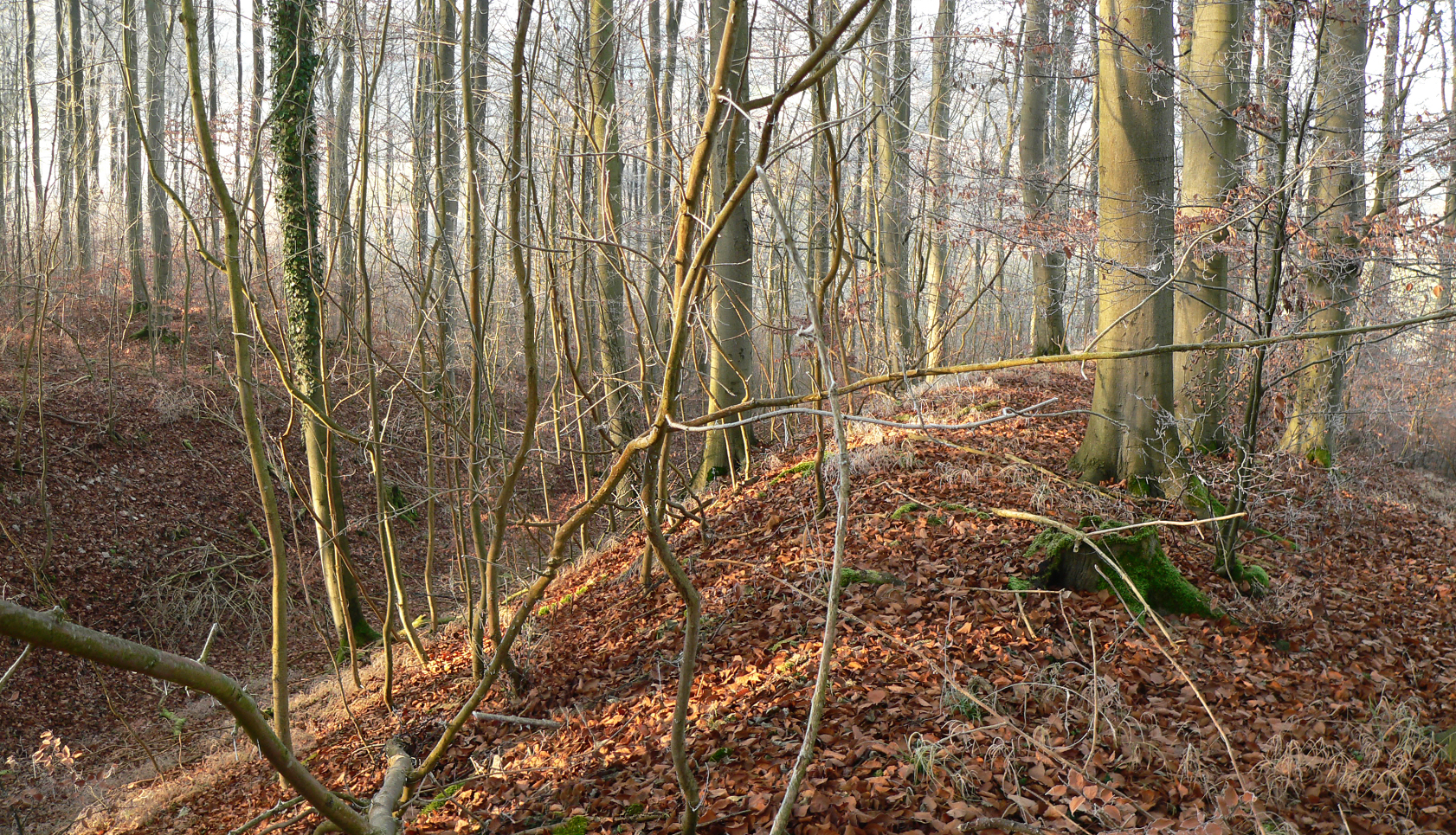
Blick vom inneren Wall auf den Burggraben
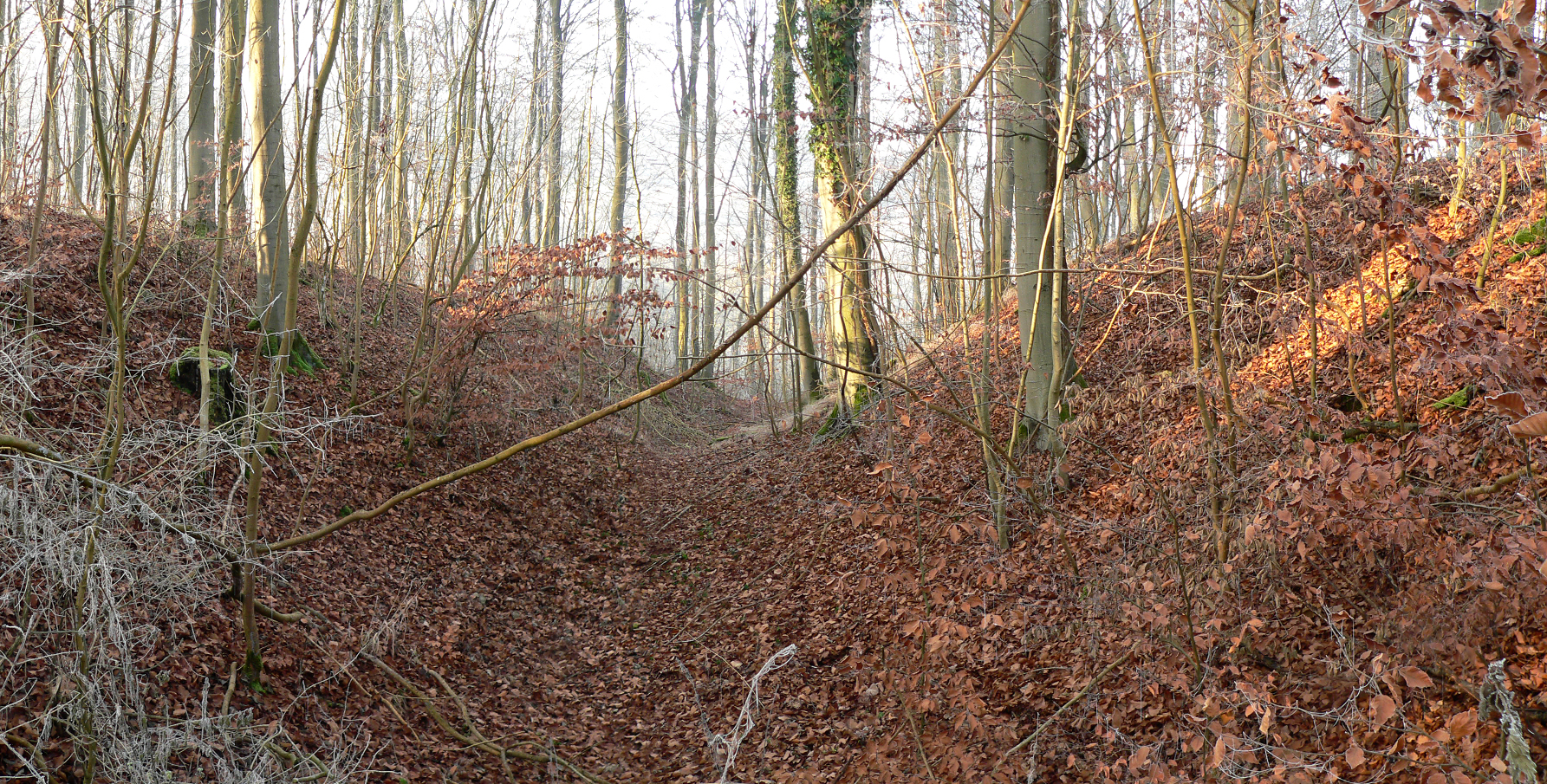
Der innere Burggraben, rechts der innere Wall
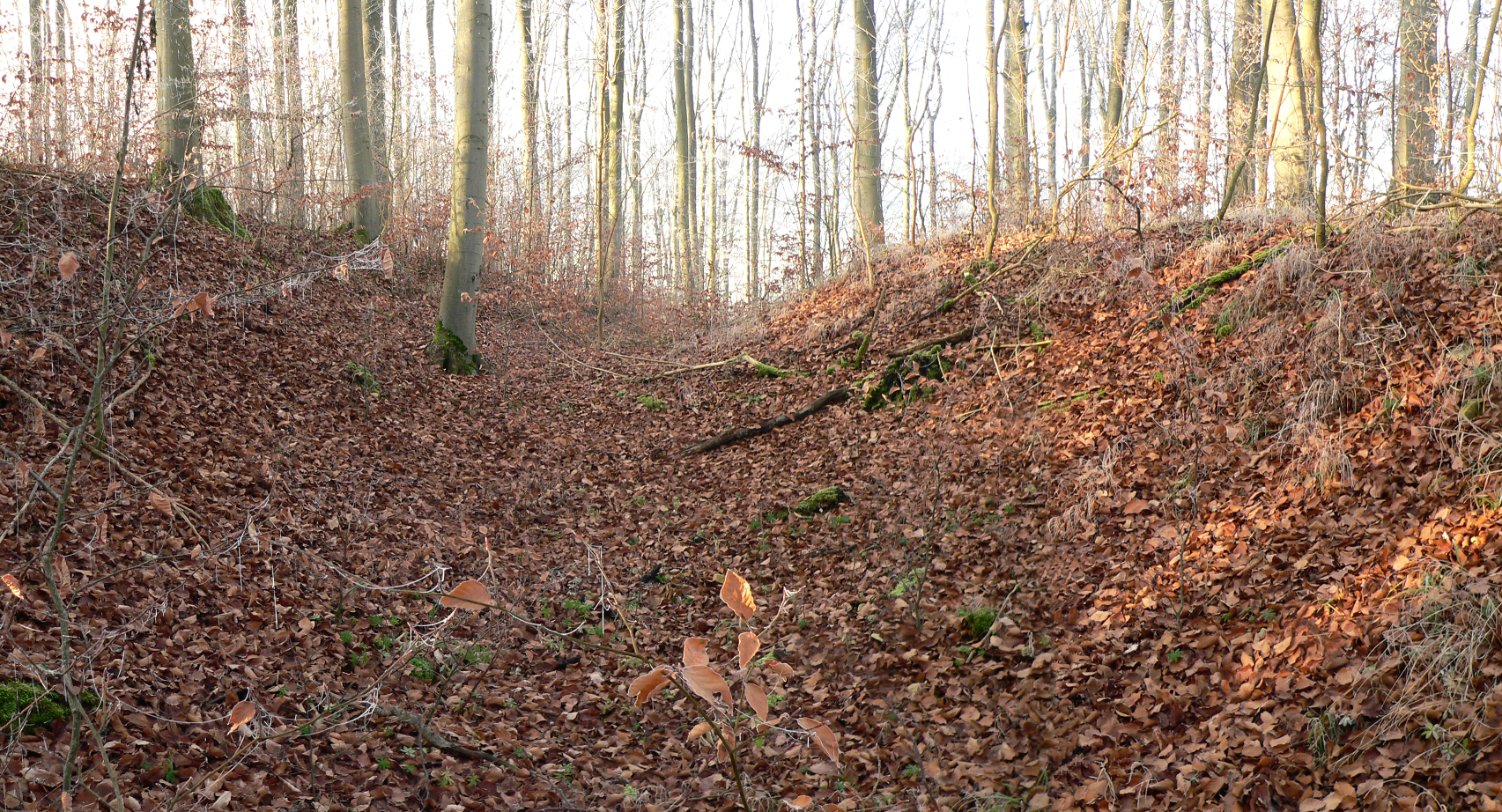
Der äußere Burggraben, rechts der äußere Wall
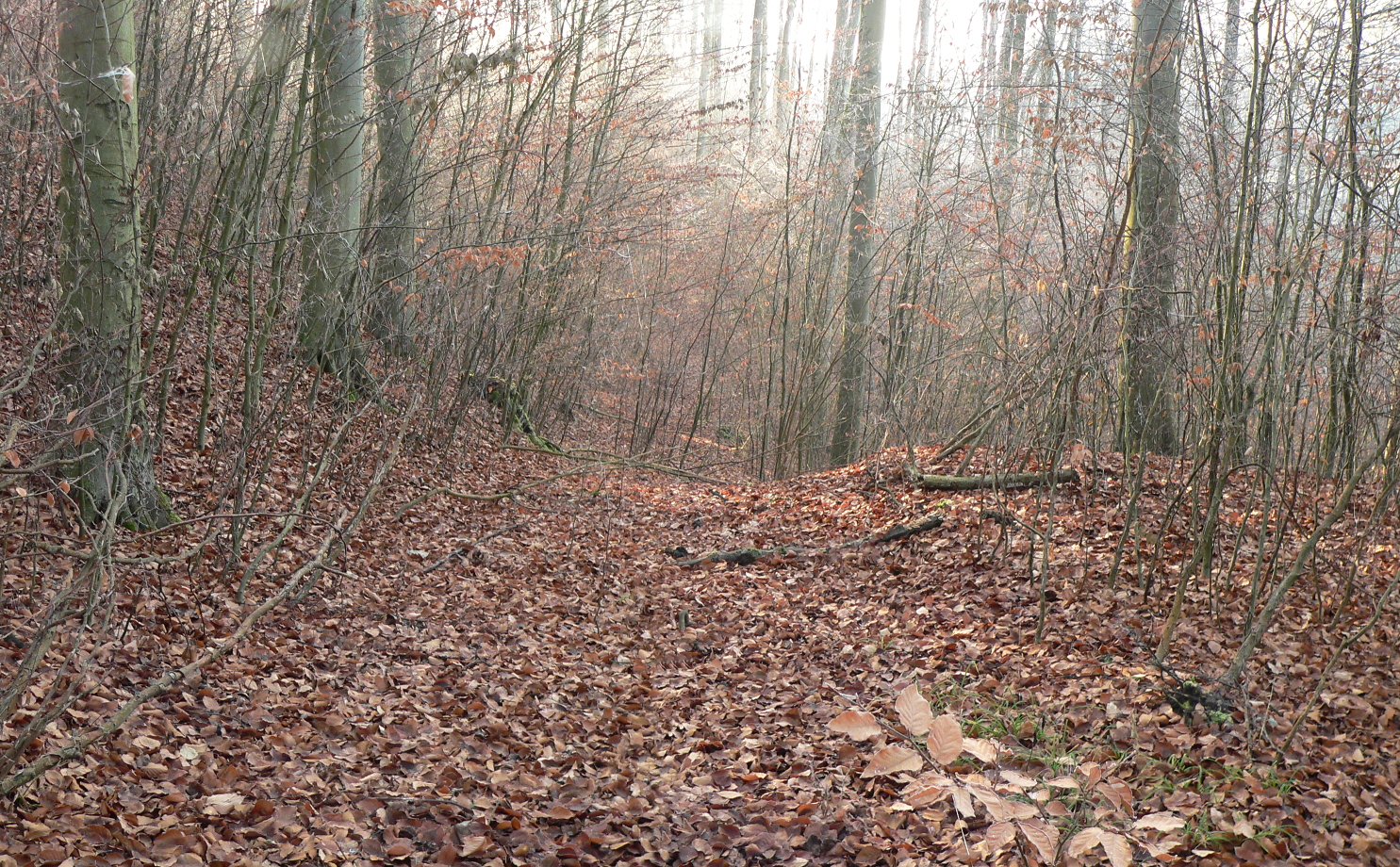
Blick vom Inneren der Anlage auf den früheren Zugang auf der Westseite

## Fundstücke

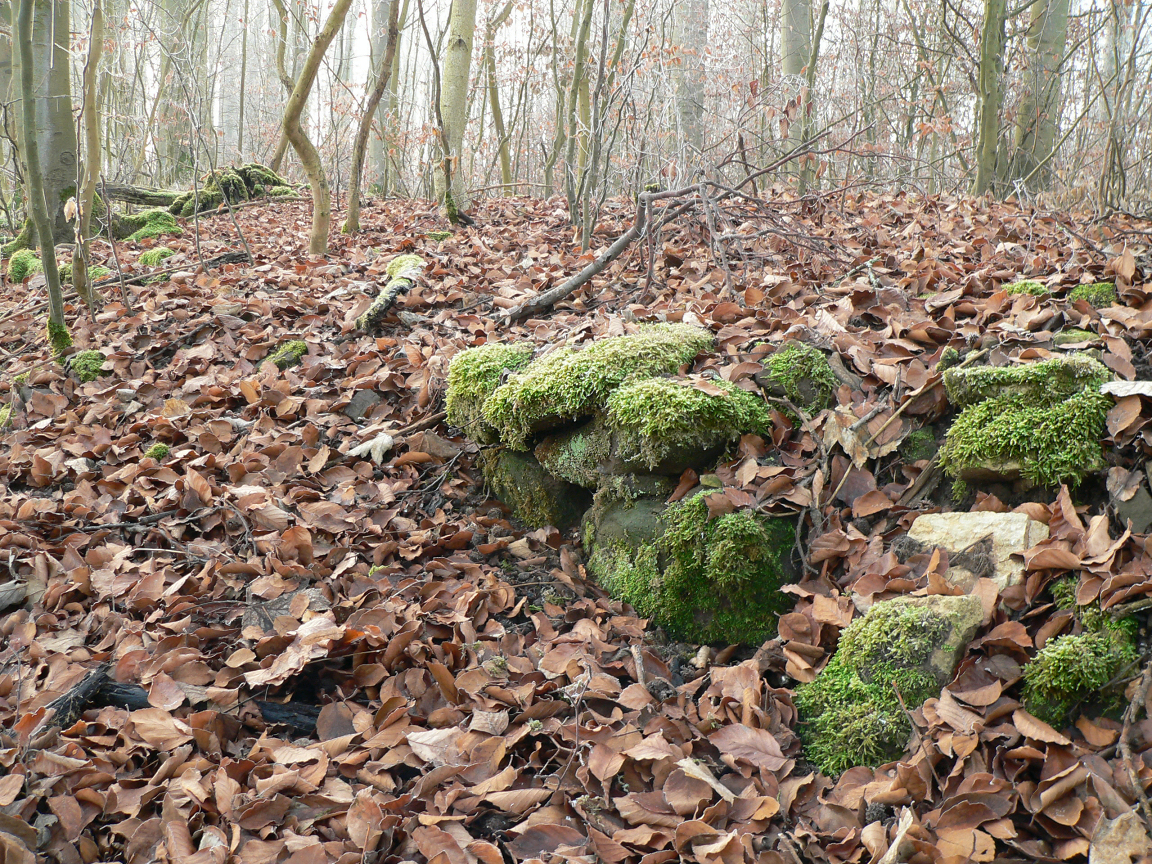
Reste des Mauerfundaments an der Geländekante auf der Ostseite

In den 1980er Jahren stellte der damalige Göttinger Kreisarchäologe Klaus Grote nach Windbruch auf dem Burgareal eine brandgefärbte Kulturschicht fest, aus der zahlreiche Fundstücke einer mittelalterlichen Burgbesiedlung stammen. Dazu gehören über 200 Keramikfragmente von Kugeltöpfen, ca. 300 Tierknochen, eine Randscherbe eines tönernen Schmelztiegels, drei Eisenobjekte (mit einer vermutlichen Pfeilspitze), eine türkisfarbene Glasperle, ein Stück geglätteter Wandkalkputz und ein Brocken Brandlehm.

## Einordnung
Die Fundstücke lassen ein Bestehen der Befestigungsanlage vom 10. bis 12. Jahrhundert vermuten. Der Archäologe Alfred Tode interpretierte die Hüburg 1958 als fränkische Militärstation im System der fränkisch-karolingischen Erschließung des südlichen sächsischen Raums im Frühmittelalter. 1987 hielt der Archäologe Klaus Grote diese Einordnung für forschungsgeschichtlich überholt. Er sieht die Hüburg auf die etwa einen Kilometer nördlich gelegenen Burg Greene und den bereits 980 erwähnte Ort Greene als Zentralort des Greenegaus bzw. des mittleren Leineberglandes ausgerichtet. Die Hüburg lag im Einflussbereich des etwa sechs Kilometer entfernt liegenden Stift Gandersheim. Es könne sich um eine kleinere, auf liudolfingisch-ottonische Initiative entstandene Reichsburg gehandelt haben. Gleichwohl hält Grote es aufgrund der Geländebefunde für möglich, dass die Hüburg bereits um 800 bei den fränkisch-sächsischen Auseinandersetzungen entstanden ist und weitere Ausbaustufen hatte, etwa in der Funktion als Heinrichsburg. Grote schätzt die Hüburg als eine der interessantesten und vielversprechendsten Burganlagen im südsächsischen Raum ein.